# Лебеденко, Иван Максимович
Иван Максимович Лебеденко (1921—1980) — подполковник Советской Армии, участник Великой Отечественной войны, Герой Советского Союза (1944).

## Биография
Иван Лебеденко родился 3 мая 1921 года в селе Лозовое (ныне — Краснопольский район Сумской области Украины). Окончил семь классов школы и Одесский кооперативный техникум. В 1940 году Лебеденко был призван на службу в Рабоче-крестьянскую Красную Армию. В 1941 году он окончил Тбилисское артиллерийское училище. С сентября того же года — на фронтах Великой Отечественной войны. Принимал участие в боях на Сталинградском, Воронежском и 1-м Прибалтийском фронтах, два раза был ранен, три раза контужен.
К июню 1944 года гвардии капитан Иван Лебеденко командовал дивизионом 122-миллиметровых гаубиц 138-го гвардейского артиллерийского полка 67-й гвардейской стрелковой дивизии 6-й гвардейской армии 1-го Прибалтийского фронта. Отличился во время освобождения Витебской области Белорусской ССР. Во время боёв под Витебском в июне 1944 года Лебеденко провёл разведку и вместе со своим дивизионом уничтожил ряд вражеских огневых точек. 23 июня 1944 года дивизион Лебеденко одним из первых переправился через Западную Двину в районе деревни Буй Бешенковичского района и принял активное участие в боях за захват и удержание плацдарма на её западном берегу.
Указом Президиума Верховного Совета СССР от 22 июля 1944 года за «умелое командование подразделением, мужество и отвагу, проявленные в боях с немецкими захватчиками во время форсирования Западной Двины» гвардии капитан Иван Лебеденко был удостоен высокого звания Героя Советского Союза с вручением ордена Ленина и медали «Золотая Звезда» за номером 3848.
В 1946 году в звании подполковника Лебеденко был уволен в запас. Проживал в Лозовом, работал в колхозе. Умер 7 апреля 1980 года.
Был также награждён орденами Богдана Хмельницкого 3-й степени, Александра Невского, Отечественной войны 1-й степени, рядом медалей.